# Circuit de la Sarthe 2022
El Circuit de la Sarthe 2022 fou la 68a edició d'aquesta cursa ciclista masculina en ruta. La cursa es va disputar entre el 5 i el 8 d'abril de 2022, amb un recorregut de 679,9 km dividits en quatre etapes. La cursa formava part de l'UCI Europa Tour 2022, amb una categoria 2.1.
Olav Kooij (Team Jumbo-Visma), vencedor de dues etapes, fou el vencedor final. L'acompanyaren al podi Benoît Cosnefroy (AG2R Citroën Team) i Xandro Meurisse (Alpecin-Fenix).

## Equips
En aquesta edició hi van prendre part 19 equips:
| WorldTeams (8)- Groupama-FDJ - Cofidis - EF Education-EasyPost - Quick-Step Alpha Vinyl - Jumbo-Visma - Trek-Segafredo - Ineos Grenadiers - AG2R Citroën Team ProTeams (7)- B&B Hotels-KTM - TotalEnergies - Arkéa-Samsic - Sport Vlaanderen-Baloise - Alpecin-Fenix - Drone Hopper-Androni Giocattoli - Bingoal Pauwels Sauces WB Equips continentals (4)- Saint Michel-Auber 93 - Go Sport-Roubaix Lille Métropole - UC Nantes Atlantique - Nice Métropole Côte d'Azur |
| |

## Etapes
| Etapa    | Data     | Ciutats d'etapa                                   | type              | Distància (km) | Desnivell (m) | Vencedor de l'etapa | Líder de la general |
| -------- | -------- | ------------------------------------------------- | ----------------- | -------------- | ------------- | ------------------- | ------------------- |
| 1a etapa | 5 de abr | Mamers – Mamers                                   | etapa accidentada | 192,3          | 2.651 m       | Mads Pedersen       | Mads Pedersen       |
| 2a etapa | 6 de abr | Le Lude – Le Lude                                 | etapa plana       | 174,7          | 1.346 m       | Olav Kooij          | Mads Pedersen       |
| 3a etapa | 7 de abr | Sablé-sur-Sarthe – Sablé-sur-Sarthe               | etapa plana       | 176,5          | 1.077 m       | Mads Pedersen       | Mads Pedersen       |
| 4a etapa | 8 de abr | La Chapelle-Saint-Aubin – La Chapelle-Saint-Aubin | etapa plana       | 136,4          | 1.876 m       | Olav Kooij          | Olav Kooij          |

### Etapa 1
| \| Classificació de l'etapa \| Classificació de l'etapa \| Classificació de l'etapa \| Classificació de l'etapa \| Classificació de l'etapa \| \| Corredor \| Corredor \| Equip \| Temps \| \| \| ------------------------ \| ------------------------ \| ------------------------ \| ------------------------ \| ------------------------ \| \| 1r \| Mads Pedersen \| Trek-Segafredo \| 4h 32' 04" \| \| \| 2n \| Benoît Cosnefroy \| AG2R Citroën Team \| + 0" \| \| \| 3r \| Axel Zingle \| Cofidis \| + 0" \| \| \| 4t \| Kévin Vauquelin \| Arkéa-Samsic \| + 0" \| \| \| 5è \| Filippo Ganna \| Ineos Grenadiers \| + 0" \| \| \| 6è \| Lucas Plapp \| Ineos Grenadiers \| + 0" \| \| \| 7è \| Thibaut Pinot \| Groupama-FDJ \| + 0" \| \| \| 8è \| Sean Quinn \| EF Education-EasyPost \| + 5" \| \| \| 9è \| Alexis Gougeard \| B&B Hotels-KTM \| + 7" \| \| \| 10è \| Anthony Perez \| Cofidis \| + 21" \| \| |                  |                       |            |
| |                  |                       |            |
| Font: ProCyclingStats |                  |                       |            |
| Classificació de l'etapa |                  |                       |            |
| Corredor | Corredor         | Equip                 | Temps      |
| 1r | Mads Pedersen    | Trek-Segafredo        | 4h 32' 04" |
| 2n | Benoît Cosnefroy | AG2R Citroën Team     | + 0"       |
| 3r | Axel Zingle      | Cofidis               | + 0"       |
| 4t | Kévin Vauquelin  | Arkéa-Samsic          | + 0"       |
| 5è | Filippo Ganna    | Ineos Grenadiers      | + 0"       |
| 6è | Lucas Plapp      | Ineos Grenadiers      | + 0"       |
| 7è | Thibaut Pinot    | Groupama-FDJ          | + 0"       |
| 8è | Sean Quinn       | EF Education-EasyPost | + 5"       |
| 9è | Alexis Gougeard  | B&B Hotels-KTM        | + 7"       |
| 10è | Anthony Perez    | Cofidis               | + 21"      |

| \| Classificació general \| Classificació general \| Classificació general \| Classificació general \| Classificació general \| \| Corredor \| Corredor \| Equip \| Temps \| \| \| --------------------- \| --------------------- \| --------------------- \| --------------------- \| --------------------- \| \| 1r \| Mads Pedersen \| Trek-Segafredo \| 4h 31' 51" \| \| \| 2n \| Benoît Cosnefroy \| AG2R Citroën Team \| + 7" \| \| \| 3r \| Axel Zingle \| Cofidis \| + 7" \| \| \| 4t \| Lucas Plapp \| Ineos Grenadiers \| + 12" \| \| \| 5è \| Kévin Vauquelin \| Arkéa-Samsic \| + 13" \| \| \| 6è \| Filippo Ganna \| Ineos Grenadiers \| + 13" \| \| \| 7è \| Thibaut Pinot \| Groupama-FDJ \| + 13" \| \| \| 8è \| Sean Quinn \| EF Education-EasyPost \| + 14" \| \| \| 9è \| Alexis Gougeard \| B&B Hotels-KTM \| + 17" \| \| \| 10è \| Alexander Kamp \| Trek-Segafredo \| + 29" \| \| |                  |                       |            |
| |                  |                       |            |
| Font: ProCyclingStats |                  |                       |            |
| Classificació general |                  |                       |            |
| Corredor | Corredor         | Equip                 | Temps      |
| 1r | Mads Pedersen    | Trek-Segafredo        | 4h 31' 51" |
| 2n | Benoît Cosnefroy | AG2R Citroën Team     | + 7"       |
| 3r | Axel Zingle      | Cofidis               | + 7"       |
| 4t | Lucas Plapp      | Ineos Grenadiers      | + 12"      |
| 5è | Kévin Vauquelin  | Arkéa-Samsic          | + 13"      |
| 6è | Filippo Ganna    | Ineos Grenadiers      | + 13"      |
| 7è | Thibaut Pinot    | Groupama-FDJ          | + 13"      |
| 8è | Sean Quinn       | EF Education-EasyPost | + 14"      |
| 9è | Alexis Gougeard  | B&B Hotels-KTM        | + 17"      |
| 10è | Alexander Kamp   | Trek-Segafredo        | + 29"      |

### Etapa 2
| \| Classificació de l'etapa \| Classificació de l'etapa \| Classificació de l'etapa \| Classificació de l'etapa \| Classificació de l'etapa \| \| Corredor \| Corredor \| Equip \| Temps \| \| \| ------------------------ \| ------------------------ \| ------------------------ \| ------------------------ \| ------------------------ \| \| 1r \| Olav Kooij \| Jumbo-Visma \| 4h 01' 50" \| \| \| 2n \| Mads Pedersen \| Trek-Segafredo \| + 0" \| \| \| 3r \| Lorrenzo Manzin \| TotalEnergies \| + 0" \| \| \| 4t \| Bram Welten \| Groupama-FDJ \| + 0" \| \| \| 5è \| Marc Sarreau \| AG2R Citroën Team \| + 0" \| \| \| 6è \| Pierre Barbier \| B&B Hotels-KTM \| + 0" \| \| \| 7è \| Elia Viviani \| Ineos Grenadiers \| + 0" \| \| \| 8è \| Jason Tesson \| Saint Michel-Auber 93 \| + 0" \| \| \| 9è \| Bert Van Lerberghe \| Quick-Step Alpha Vinyl \| + 0" \| \| \| 10è \| Mark Cavendish \| Quick-Step Alpha Vinyl \| + 0" \| \| |                    |                        |            |
| |                    |                        |            |
| Font: ProCyclingStats |                    |                        |            |
| Classificació de l'etapa |                    |                        |            |
| Corredor | Corredor           | Equip                  | Temps      |
| 1r | Olav Kooij         | Jumbo-Visma            | 4h 01' 50" |
| 2n | Mads Pedersen      | Trek-Segafredo         | + 0"       |
| 3r | Lorrenzo Manzin    | TotalEnergies          | + 0"       |
| 4t | Bram Welten        | Groupama-FDJ           | + 0"       |
| 5è | Marc Sarreau       | AG2R Citroën Team      | + 0"       |
| 6è | Pierre Barbier     | B&B Hotels-KTM         | + 0"       |
| 7è | Elia Viviani       | Ineos Grenadiers       | + 0"       |
| 8è | Jason Tesson       | Saint Michel-Auber 93  | + 0"       |
| 9è | Bert Van Lerberghe | Quick-Step Alpha Vinyl | + 0"       |
| 10è | Mark Cavendish     | Quick-Step Alpha Vinyl | + 0"       |

| \| Classificació general \| Classificació general \| Classificació general \| Classificació general \| Classificació general \| \| Corredor \| Corredor \| Equip \| Temps \| \| \| --------------------- \| --------------------- \| --------------------- \| --------------------- \| --------------------- \| \| 1r \| Mads Pedersen \| Trek-Segafredo \| 8h 33' 35" \| \| \| 2n \| Benoît Cosnefroy \| AG2R Citroën Team \| + 13" \| \| \| 3r \| Axel Zingle \| Cofidis \| + 13" \| \| \| 4t \| Lucas Plapp \| Ineos Grenadiers \| + 18" \| \| \| 5è \| Alexis Gougeard \| B&B Hotels-KTM \| + 18" \| \| \| 6è \| Kévin Vauquelin \| Arkéa-Samsic \| + 19" \| \| \| 7è \| Thibaut Pinot \| Groupama-FDJ \| + 19" \| \| \| 8è \| Sean Quinn \| EF Education-EasyPost \| + 20" \| \| \| 9è \| Olav Kooij \| Jumbo-Visma \| + 30" \| \| \| 10è \| Julien Simon \| TotalEnergies \| + 40" \| \| |                  |                       |            |
| |                  |                       |            |
| Font: ProCyclingStats |                  |                       |            |
| Classificació general |                  |                       |            |
| Corredor | Corredor         | Equip                 | Temps      |
| 1r | Mads Pedersen    | Trek-Segafredo        | 8h 33' 35" |
| 2n | Benoît Cosnefroy | AG2R Citroën Team     | + 13"      |
| 3r | Axel Zingle      | Cofidis               | + 13"      |
| 4t | Lucas Plapp      | Ineos Grenadiers      | + 18"      |
| 5è | Alexis Gougeard  | B&B Hotels-KTM        | + 18"      |
| 6è | Kévin Vauquelin  | Arkéa-Samsic          | + 19"      |
| 7è | Thibaut Pinot    | Groupama-FDJ          | + 19"      |
| 8è | Sean Quinn       | EF Education-EasyPost | + 20"      |
| 9è | Olav Kooij       | Jumbo-Visma           | + 30"      |
| 10è | Julien Simon     | TotalEnergies         | + 40"      |

### Etapa 3
| \| Classificació de l'etapa \| Classificació de l'etapa \| Classificació de l'etapa \| Classificació de l'etapa \| Classificació de l'etapa \| \| Corredor \| Corredor \| Equip \| Temps \| \| \| ------------------------ \| ------------------------ \| -------------------------------- \| ------------------------ \| ------------------------ \| \| 1r \| Mads Pedersen \| Trek-Segafredo \| 4h 04' 23" \| \| \| 2n \| Kévin Vauquelin \| Arkéa-Samsic \| + 0" \| \| \| 3r \| Mark Cavendish \| Quick-Step Alpha Vinyl \| + 0" \| \| \| 4t \| Paul Penhoët \| Groupama-FDJ \| + 0" \| \| \| 5è \| Hugo Hofstetter \| Arkéa-Samsic \| + 0" \| \| \| 6è \| Olav Kooij \| Jumbo-Visma \| + 0" \| \| \| 7è \| Clément Venturini \| AG2R Citroën Team \| + 0" \| \| \| 8è \| Lorrenzo Manzin \| TotalEnergies \| + 0" \| \| \| 9è \| Marijn van den Berg \| EF Education-EasyPost \| + 0" \| \| \| 10è \| Thomas Boudat \| Go Sport-Roubaix Lille Métropole \| + 0" \| \| |                     |                                  |            |
| |                     |                                  |            |
| Font: ProCyclingStats |                     |                                  |            |
| Classificació de l'etapa |                     |                                  |            |
| Corredor | Corredor            | Equip                            | Temps      |
| 1r | Mads Pedersen       | Trek-Segafredo                   | 4h 04' 23" |
| 2n | Kévin Vauquelin     | Arkéa-Samsic                     | + 0"       |
| 3r | Mark Cavendish      | Quick-Step Alpha Vinyl           | + 0"       |
| 4t | Paul Penhoët        | Groupama-FDJ                     | + 0"       |
| 5è | Hugo Hofstetter     | Arkéa-Samsic                     | + 0"       |
| 6è | Olav Kooij          | Jumbo-Visma                      | + 0"       |
| 7è | Clément Venturini   | AG2R Citroën Team                | + 0"       |
| 8è | Lorrenzo Manzin     | TotalEnergies                    | + 0"       |
| 9è | Marijn van den Berg | EF Education-EasyPost            | + 0"       |
| 10è | Thomas Boudat       | Go Sport-Roubaix Lille Métropole | + 0"       |

| \| Classificació general \| Classificació general \| Classificació general \| Classificació general \| Classificació general \| \| Corredor \| Corredor \| Equip \| Temps \| \| \| --------------------- \| --------------------- \| --------------------- \| --------------------- \| --------------------- \| \| 1r \| Mads Pedersen \| Trek-Segafredo \| 12h 37' 48" \| \| \| 2n \| Kévin Vauquelin \| Arkéa-Samsic \| + 23" \| \| \| 3r \| Benoît Cosnefroy \| AG2R Citroën Team \| + 23" \| \| \| 4t \| Axel Zingle \| Cofidis \| + 23" \| \| \| 5è \| Lucas Plapp \| Ineos Grenadiers \| + 28" \| \| \| 6è \| Alexis Gougeard \| B&B Hotels-KTM \| + 28" \| \| \| 7è \| Thibaut Pinot \| Groupama-FDJ \| + 29" \| \| \| 8è \| Sean Quinn \| EF Education-EasyPost \| + 30" \| \| \| 9è \| Olav Kooij \| Jumbo-Visma \| + 40" \| \| \| 10è \| Laurent Pichon \| Arkéa-Samsic \| + 41" \| \| |                  |                       |             |
| |                  |                       |             |
| Font: ProCyclingStats |                  |                       |             |
| Classificació general |                  |                       |             |
| Corredor | Corredor         | Equip                 | Temps       |
| 1r | Mads Pedersen    | Trek-Segafredo        | 12h 37' 48" |
| 2n | Kévin Vauquelin  | Arkéa-Samsic          | + 23"       |
| 3r | Benoît Cosnefroy | AG2R Citroën Team     | + 23"       |
| 4t | Axel Zingle      | Cofidis               | + 23"       |
| 5è | Lucas Plapp      | Ineos Grenadiers      | + 28"       |
| 6è | Alexis Gougeard  | B&B Hotels-KTM        | + 28"       |
| 7è | Thibaut Pinot    | Groupama-FDJ          | + 29"       |
| 8è | Sean Quinn       | EF Education-EasyPost | + 30"       |
| 9è | Olav Kooij       | Jumbo-Visma           | + 40"       |
| 10è | Laurent Pichon   | Arkéa-Samsic          | + 41"       |

### Etapa 4
| \| Classificació de l'etapa \| Classificació de l'etapa \| Classificació de l'etapa \| Classificació de l'etapa \| Classificació de l'etapa \| \| Corredor \| Corredor \| Equip \| Temps \| \| \| ------------------------ \| ------------------------ \| -------------------------------- \| ------------------------ \| ------------------------ \| \| 1r \| Olav Kooij \| Jumbo-Visma \| \| \| \| 2n \| Xandro Meurisse \| Alpecin-Fenix \| + 0" \| \| \| 3r \| Elia Viviani \| Ineos Grenadiers \| + 15" \| \| \| 4t \| Mick van Dijke \| Jumbo-Visma \| + 15" \| \| \| 5è \| Jérémy Leveau \| Go Sport-Roubaix Lille Métropole \| + 15" \| \| \| 6è \| Yves Lampaert \| Quick-Step Alpha Vinyl \| + 15" \| \| \| 7è \| Alexis Renard \| Cofidis \| + 15" \| \| \| 8è \| Benoît Cosnefroy \| AG2R Citroën Team \| + 15" \| \| \| 9è \| Bram Welten \| Groupama-FDJ \| + 15" \| \| \| 10è \| Romain Cardis \| Saint Michel-Auber 93 \| + 39" \| \| |                  |                                  |       |
| |                  |                                  |       |
| Font: ProCyclingStats |                  |                                  |       |
| Classificació de l'etapa |                  |                                  |       |
| Corredor | Corredor         | Equip                            | Temps |
| 1r | Olav Kooij       | Jumbo-Visma                      |       |
| 2n | Xandro Meurisse  | Alpecin-Fenix                    | + 0"  |
| 3r | Elia Viviani     | Ineos Grenadiers                 | + 15" |
| 4t | Mick van Dijke   | Jumbo-Visma                      | + 15" |
| 5è | Jérémy Leveau    | Go Sport-Roubaix Lille Métropole | + 15" |
| 6è | Yves Lampaert    | Quick-Step Alpha Vinyl           | + 15" |
| 7è | Alexis Renard    | Cofidis                          | + 15" |
| 8è | Benoît Cosnefroy | AG2R Citroën Team                | + 15" |
| 9è | Bram Welten      | Groupama-FDJ                     | + 15" |
| 10è | Romain Cardis    | Saint Michel-Auber 93            | + 39" |

## Classificació general
| \| Classificació general \| Classificació general \| Classificació general \| Classificació general \| Classificació general \| \| Corredor \| Corredor \| Equip \| Temps \| \| \| --------------------- \| --------------------- \| -------------------------------- \| --------------------- \| --------------------- \| \| 1r \| Olav Kooij \| Jumbo-Visma \| 15h 49' 52" \| \| \| 2n \| Benoît Cosnefroy \| AG2R Citroën Team \| + 8" \| \| \| 3r \| Xandro Meurisse \| Alpecin-Fenix \| + 14" \| \| \| 4t \| Jérémy Leveau \| Go Sport-Roubaix Lille Métropole \| + 35" \| \| \| 5è \| Axel Zingle \| Cofidis \| + 1' 08" \| \| \| 6è \| Elia Viviani \| Ineos Grenadiers \| + 1' 09" \| \| \| 7è \| Alexis Renard \| Cofidis \| + 1' 15" \| \| \| 8è \| Romain Cardis \| Saint Michel-Auber 93 \| + 1' 27" \| \| \| 9è \| Thibault Guernalec \| Arkéa-Samsic \| + 1' 32" \| \| \| 10è \| Mattia Bais \| Drone Hopper-Androni Giocattoli \| + 1' 49" \| \| |                    |                                  |             |
| |                    |                                  |             |
| Font: ProCyclingStats |                    |                                  |             |
| Classificació general |                    |                                  |             |
| Corredor | Corredor           | Equip                            | Temps       |
| 1r | Olav Kooij         | Jumbo-Visma                      | 15h 49' 52" |
| 2n | Benoît Cosnefroy   | AG2R Citroën Team                | + 8"        |
| 3r | Xandro Meurisse    | Alpecin-Fenix                    | + 14"       |
| 4t | Jérémy Leveau      | Go Sport-Roubaix Lille Métropole | + 35"       |
| 5è | Axel Zingle        | Cofidis                          | + 1' 08"    |
| 6è | Elia Viviani       | Ineos Grenadiers                 | + 1' 09"    |
| 7è | Alexis Renard      | Cofidis                          | + 1' 15"    |
| 8è | Romain Cardis      | Saint Michel-Auber 93            | + 1' 27"    |
| 9è | Thibault Guernalec | Arkéa-Samsic                     | + 1' 32"    |
| 10è | Mattia Bais        | Drone Hopper-Androni Giocattoli  | + 1' 49"    |